# Передмірська сільська рада
Пере́дмірська сільська́ ра́да — адміністративно-територіальна одиниця та орган місцевого самоврядування в Лановецькому районі Тернопільської області. Адміністративний центр — село Передмірка.

## Загальні відомості
- Територія ради: 2,94 км²
- Населення ради: 721 особа (станом на 2001 рік)
- Територією ради протікає річка Горинь

## Населені пункти
Сільській раді підпорядковані населені пункти:
- с. Передмірка

## Склад ради
Рада складається з 16 депутатів та голови.
- Голова ради: Власюк Іван Антонович
- Секретар ради: Бондюк Клавдія Вячеславівна

### Керівний склад попередніх скликань
| Прізвище, ім'я, по батькові | Основні відомості                                                                                          | Дата обрання | Дата звільнення |
| --------------------------- | --- | ------------ | --------------- |
| Власюк Іван Антонович       | Сільський голова, 1963 року народження, освіта незакінчена вища, член Народної партії                      | 26.03.2006   | 31.10.2010      |
| Власюк Іван Антонович       | Сільський голова, 1963 року народження, освіта незакінчена вища, член Всеукраїнського об'єднання «Свобода» | 31.10.2010   |                 |

Примітка: таблиця складена за даними сайту Верховної Ради України

### Депутати
За результатами місцевих виборів 2010 року депутатами ради стали:

#### За суб'єктами висування
| Суб'єкт висування                                       | Кількість обраних депутатів | %  |
| ------------------------------------------------------- | --------------------------- | -- |
| Самовисування                                           | 12                          | 75 |
| Політична партія Всеукраїнське об'єднання «Батьківщина» | 4                           | 25 |

#### За округами
| № округу                                                | Прізвище, ім'я, по батькові  | Дата визнання обраним | Освіта  | Партійна приналежність                        | Відомості про обраного депутата     |
| ------------------------------------------------------- | ---------------------------- | --------------------- | ------- | --------------------------------------------- | ----------------------------------- |
| Політична партія Всеукраїнське об'єднання «Батьківщина» |                              |                       |         |                                               |                                     |
| 1                                                       | Бельма Роман Петрович        | 05.11.2010            | середня | позапартійний                                 | тимчасово не працює                 |
| 2                                                       | Шмигун Антоніна Андріївна    | 05.11.2010            | середня | позапартійна                                  | тимчасово не працює                 |
| 3                                                       | Ткачук Олексій Іванович      | 05.11.2010            | середня | позапартійний                                 | ПСП «Перемога», зав млином          |
| 16                                                      | Киричук Юрій Романович       | 05.11.2010            | середня | член Всеукраїнського об'єднання «Батьківщина» | тимчасово не працює                 |
| Самовисування                                           |                              |                       |         |                                               |                                     |
| 4                                                       | Баран Віталій Анатолійович   | 05.11.2010            | середня | позапартійний                                 | тимчасово не працює                 |
| 5                                                       | Насадюк Ігор Васильович      | 05.11.2010            | вища    | позапартійний                                 | ДЮСШ, тренер                        |
| 6                                                       | Теслюк Людмила Олександрівна | 05.11.2010            | середня | позапартійна                                  | Пр. підриємець                      |
| 7                                                       | Марценюк Павло Петрович      | 05.11.2010            | середня | позапартійний                                 | ПСП «Перемога», водій               |
| 8                                                       | Ткачук Володимир Миколайович | 05.11.2010            | середня | позапартійний                                 | ПСП «Перемога», механізатор         |
| 9                                                       | Павлюк Анжела Миколаївна     | 05.11.2010            | вища    | позапартійна                                  | Передмірська с\рада, землевпорядник |
| 10                                                      | Бондюк Клавдія Вячеславівна  | 05.11.2010            | вища    | позапартійна                                  | Передмірська с\рада, секретар       |
| 11                                                      | Стецюк Віталій Іванович      | 05.11.2010            | вища    | позапартійний                                 | тимчасово не працює                 |
| 12                                                      | Ткачук Івн Іванович          | 05.11.2010            | середня | позапартійний                                 | ПСП «Перемога», механізатор         |
| 13                                                      | Шмагло Галина Павлівна       | 05.11.2010            | вища    | член Народної партії                          | Пр. підриємець                      |
| 14                                                      | Шляпська Тетяна Петрівна     | 05.11.2010            | середня | позапартійна                                  | Магазин, продавець                  |
| 15                                                      | Шляпський Володимир Іванович | 05.11.2010            | середня | позапартійний                                 | тимчасово не працює                 |